# Académie chinoise des sciences
Pour les articles homonymes, voir CAS.

L'emblème montrant son rattachement au gouvernement chinois

L’Académie chinoise des sciences  (ACS, chinois : 中国科学院 ; pinyin : Zhōngguó Kēxuéyuàn ; anglais : Chinese Academy of Sciences ou CAS) est l’académie nationale pour les sciences naturelles de Chine. Elle dépend du Conseil des affaires de l'État et a son siège à Pékin, avec de nombreux instituts ailleurs en Chine.
L'ACS regroupe cinq sections (mathématiques, physique, chimie, sciences de la Terre et technologie) et onze branches à Shenyang, Changchun, Shanghai, Nankin, Wuhan, Canton, Chengdu, Kunming, Xi'an, Lanzhou et au Xinjiang. Elle a aussi 84 instituts, une université (l'université de science et technologie de Chine à Hefei, Anhui), deux collèges, quatre centres de documentation et d'information, trois centres de support technologique et deux unités d'édition. Ces branches et bureaux de l'ACS se trouvent dans vingt provinces et municipalités de Chine. L'académie a investi dans, ou créé, plus de quatre cent trente entreprises de haute technologie dans onze industries. Huit de ces compagnies sont cotées en bourse.

## Projets divers de l'Académie
- HT-7, le premier réacteur à fusion nucléaire chinois.
- EAST, un réacteur tokamak supraconducteur à fusion par confinement magnétique expérimental situé dans le Hefei.

## Personnalités liées
- Li Minhua est l'une des fondatrices de l'Institut de mécanique de l'Académie dont elle est élue académicienne en 1980.
- Lin Li, physicienne chinoise élue académicienne en 1980
- Lanying Lin, ingénieure électricienne chinoise.